# Brain Training del Dr. Kawashima ¿Cuántos años tiene tu cerebro?
Brain Training del Dr. Kawashima ¿Cuántos años tiene tu cerebro?, también conocido comúnmente como Brain Training, en Estados Unidos como Brain Age: Train Your Brain in Minutes a Day! o simplemente Brain Age, es un videojuego de lógica y puzles desarrollado y distribuido por Nintendo para Nintendo DS. Pertenece a la serie de videojuegos Training, creada por Nintendo. También forma parte de la línea de videojuegos "Touch! Generations", siendo uno de los primeros juegos de dicha serie. Llegó al mercado el 19 de mayo de 2005 a Japón, el 16 y 17 de abril de 2006 a Estados Unidos y Canadá respectivamente y el 9 y 16 de junio de 2006 a Europa y Australia respectivamente. 
Brain Training ha sido creado por el doctor Kawashima, llevado posteriormente a Nintendo DS por parte de Nintendo. A lo largo del juego el jugador se encuentra con el rostro del doctor Kawashima, quien le sirve de mentor en los distintos ejercicios del juego dándole consejos y explicándole la función y el desarrollo de cada uno de ellos.

## Juego
Brain Training engloba una serie de ejercicios de distinta dinámica, desde ejercicios de cálculo y retención de datos hasta ejercicios de lectura y ortografía, pasando por los muy conocidos sudoku, todo ello con el fin de ejercitar la mente.
Al principio únicamente se puede realizar unos pocos ejercicios. No obstante, poco a poco se van desbloqueando nuevos ejercicios de forma paulatina según se va jugando con el tiempo. Junto a los ejercicios también es posible realizar un test, el cual está compuesto por varios ejercicios disponibles y será el que determine la edad cerebral del jugador.
También están disponibles unos gráficos donde se puede consultar los datos de los resultados de los distintos ejercicios y de los exámenes realizados, pudiendo el jugador apreciar así su evolución en cada uno de los distintos ejercicios y en los exámenes normales.

## Ejercicios

### De Edad Cerebral
- Cálculo 20: Debes resolver 20 operaciones matemáticas (sumas restas y multiplicaciones) lo antes posible.
- Contador: Debes contar hasta 120 lo antes posible.*
- Colores: Debes decir en voz alta y lo más rápido posible los colores de las palabras que se muestran en la pantalla (rojo,amarillo, azul o negro). (p ej en la pantalla se puede leer la palabra Amarillo, pero las letras son negras, en este caso negro es la respuesta correcta)*
- Trazador: Debes trazar una línea siguiendo el patrón (A-1-B-2...L-12-M-13) lo más rápido posible, si tocas por accidente una letra que no sigue el patrón contará como error.
- Cuenta-cifras: Debes escribir la cantidad de números en la pantalla según categoría (Ej.: ¿Cuántos son amarillos?)
- Memorión: Debes memorizar 30 palabras de 4 letras en 2 minutos, luego, tendrás que escribir todas las que recuerdes en 3 minutos. Si escribes una palabra no presente en la lista el juego no te la reconocerá, en caso contrario, la dará por buena e incluso te avisará si ya la has dicho en caso de que la reescribas.

### De práctica
- Cálculo 20: El mismo ejercicio de la prueba de Edad Cerebral.
- Cálculo 100: Lo mismo que Cálculo 20, sólo que ahora son 100. Hay una versión difícil en la que hay divisiones.
- Lecturas: Debes leer el texto que aparece en pantalla, lo más rápido posible.*
- Retentiva: Debes memorizar los números que aparecen en pantalla, después debes tocarlos de menor a mayor. A medida que vayas avanzando, aparecerán más números.
- Cuentasílabas: Aparece una frase en pantalla. Debes escribir cuantas sílabas tiene la frase.
- Cuentapersonas: Hay personas que entran y salen de una casa. Debes escribir la cantidad de personas dentro de la casa. Hay una versión difícil en la que las personas también salen y entran por el techo.
- Triángulo aritmético: De una forma similar a la pirámide de Pascal hay que resolver operaciones en forma de triángulo (normalmente sumas y restas, a veces teniendo que aplicar la regla de los signos). Hay una versión difícil en la que se le agrega una columna.
- Temporizador: Aparecen 2 relojes en la pantalla. Debes restar el tiempo entre los dos relojes y decir cuánto ha trascurrido (p ej. de 3:20 a 6:10, transcurren 2h 50min)
- Sonidos: Es parecido a Cálculo 20, pero ahora debes resolver cincuenta y alzando tu voz.*

(*) Requieren uso del micrófono. En el caso de Lecturas, el juego también da la opción de leer en silencio.

## Multijugador
Brain Training, como muchos otros juegos de Nintendo DS, incluye actividades multijugador, como por ejemplo ejercicios de cálculo. Mediante la opción de descarga hasta 16 personas podrán jugar a Brain Training con un único cartucho.